# Campeonato Ecuatoriano de Fútbol Femenino 2013
El Campeonato Ecuatoriano de Fútbol Femenino 2013 fue la 1.ª edición de la Serie A Femenina del fútbol ecuatoriano. El torneo fue organizado por la Comisión Nacional de Fútbol Aficionado, anexa a la Federación Ecuatoriana de Fútbol.
Rocafuerte Fútbol Club se proclamó campeón por primera vez en su historia.

## Sistema de competición
El campeonato estuvo conformado por tres etapas:
En la primera etapa, los 16 equipos participantes se dividieron en 4 grupos de 4 equipos cada uno, jugando bajo el sistema de todos contra todos en partidos de ida y vuelta. Los 2 mejores ubicados de cada grupo clasificaron a la segunda etapa.
En la segunda etapa, los 8 equipos clasificados de la etapa anterior se dividieron en 2 grupos de 4 equipos cada uno, jugando bajo el sistema de todos contra todos en partidos de ida y vuelta. Los 2 mejores ubicados de cada grupo clasificaron a la tercera etapa.
En la tercera etapa, los 4 equipos clasificados de la etapa anterior se enfrentaron bajo el sistema de todos contra todos en partidos de ida y vuelta. El mejor ubicado en la tabla se proclamó campeón del torneo.

### Clasificación a torneos internacionales
El equipo que se proclamó campeón clasificó como Ecuador 1 a la Copa Libertadores Femenina 2013.

### Sistema de descenso
El peor ubicado de cada grupo de la primera etapa descendió a la Serie B.

## Equipos participantes

### Información de los equipos
| Equipo                    | Ciudad        | Provincia     |
| ------------------------- | ------------- | ------------- |
| Alianza                   | Guayaquil     | Guayas        |
| Conaviro                  | Guayaquil     | Guayas        |
| Cruz del Sur              | Tena          | Napo          |
| Cumandá                   | Puyo          | Pastaza       |
| Espuce                    | Quito         | Pichincha     |
| Grupo Siete               | Montecristi   | Manabí        |
| La Troncal Unida          | La Troncal    | Cañar         |
| Las Palmas                | Santo Domingo | Santo Domingo |
| Liga de Quito Amateur     | Quito         | Pichincha     |
| Nuevas Estrellas          | Esmeraldas    | Esmeraldas    |
| Quito                     | Quito         | Pichincha     |
| Rocafuerte                | Guayaquil     | Guayas        |
| Siete de Febrero          | Babahoyo      | Los Ríos      |
| Unión                     | Babahoyo      | Los Ríos      |
| Unión Española            | Guayaquil     | Guayas        |
| Universidad San Francisco | Quito         | Pichincha     |

### Equipos por ubicación geográfica
| Provincia     | N.º | Equipos                                                              |
| ------------- | --- | -------------------------------------------------------------------- |
| Guayas        | 4   | - Alianza - Conaviro - Rocafuerte - Unión Española                   |
| Pichincha     | 4   | - Espuce - Liga de Quito Amateur - Quito - Universidad San Francisco |
| Los Ríos      | 2   | - Siete de Febrero - Unión                                           |
| Cañar         | 1   | - La Troncal Unida                                                   |
| Esmeraldas    | 1   | - Nuevas Estrellas                                                   |
| Manabí        | 1   | - Grupo Siete                                                        |
| Napo          | 1   | - Cruz del Sur                                                       |
| Pastaza       | 1   | - Cumandá                                                            |
| Santo Domingo | 1   | - Las Palmas                                                         |

| Espuce Liga de Quito Amateur Quito Universidad San Francisco Alianza Conaviro Rocafuerte Unión Española Siete de Febrero Unión Nuevas Estrellas Las Palmas Grupo Siete Cruz del Sur Cumandá La Troncal Unida |

## Primera etapa

### Grupo A

#### Clasificación
|  |    | Equipo                | PJ | PG | PE | PP | GF | GC | DG  | PTS |
|  | -- | --------------------- | -- | -- | -- | -- | -- | -- | --- | --- |
|  | 1. | Liga de Quito Amateur | 5  | 4  | 0  | 1  | 25 | 2  | +23 | 12  |
|  | 2. | Unión                 | 6  | 4  | 0  | 2  | 7  | 13 | -6  | 12  |
|  | 3. | Grupo Siete           | 6  | 3  | 0  | 3  | 10 | 9  | +1  | 9   |
|  | 4. | Conaviro              | 5  | 0  | 0  | 5  | 0  | 18 | -18 | 0   |

|  | Clasificaron a la segunda etapa. |
|  | Descendió a la Serie B 2014.     |

##### Evolución de la clasificación
| Equipo / Fecha        | 01 | 02 | 03 | 04 | 05 | 06 |
| --------------------- | -- | -- | -- | -- | -- | -- |
| Liga de Quito Amateur | 1  | 1  | 1  | 1  | 1  | 1  |
| Unión                 | 2  | 2  | 2  | 3  | 3  | 2  |
| Grupo Siete           | 3  | 3  | 3  | 2  | 2  | 3  |
| Conaviro              | 4  | 4  | 4  | 4  | 4  | 4  |

#### Resultados
| Fecha 1 | Fecha 1     | Fecha 1   | Fecha 1               | Fecha 1 | Fecha 1                   | Fecha 1    | Fecha 1 |
|         | Local       | Resultado | Visitante             |         | Estadio                   | Fecha      | Hora    |
| ------- | ----------- | --------- | --------------------- | ------- | ------------------------- | ---------- | ------- |
|         | Grupo Siete | 1 - 3     | Unión                 |         | Metropolitano Eloy Alfaro | 6 de julio | 10:00   |
|         | Conaviro    | 0 - 8     | Liga de Quito Amateur |         | Ramón Unamuno             | 7 de julio | 09:00   |

| Fecha 2 | Fecha 2               | Fecha 2   | Fecha 2     | Fecha 2 | Fecha 2              | Fecha 2     | Fecha 2 |
|         | Local                 | Resultado | Visitante   |         | Estadio              | Fecha       | Hora    |
| ------- | --------------------- | --------- | ----------- | ------- | -------------------- | ----------- | ------- |
|         | Liga de Quito Amateur | 4 - 0     | Grupo Siete |         | Casa de la Selección | 13 de julio | 11:00   |
|         | Unión                 | 2 - 0     | Conaviro    |         | Rafael Vera Yépez    | 14 de julio | 11:00   |

| Fecha 3 | Fecha 3               | Fecha 3   | Fecha 3   | Fecha 3 | Fecha 3              | Fecha 3     | Fecha 3 |
|         | Local                 | Resultado | Visitante |         | Estadio              | Fecha       | Hora    |
| ------- | --------------------- | --------- | --------- | ------- | -------------------- | ----------- | ------- |
|         | Liga de Quito Amateur | 7 - 0     | Unión     |         | Casa de la Selección | 21 de julio | 10:00   |
|         | Grupo Siete           | 3 - 0     | Conaviro  |         | Reales Tamarindos    | 21 de julio | 10:00   |

| Fecha 4 | Fecha 4  | Fecha 4   | Fecha 4               | Fecha 4 | Fecha 4           | Fecha 4     | Fecha 4 |
|         | Local    | Resultado | Visitante             |         | Estadio           | Fecha       | Hora    |
| ------- | -------- | --------- | --------------------- | ------- | ----------------- | ----------- | ------- |
|         | Conaviro | 0 - 4     | Grupo Siete           |         | Ramón Unamuno     | 27 de julio | 10:00   |
|         | Unión    | 0 - 5     | Liga de Quito Amateur |         | Rafael Vera Yépez | 27 de julio | 14:00   |

| Fecha 5 | Fecha 5     | Fecha 5   | Fecha 5               | Fecha 5 | Fecha 5                   | Fecha 5     | Fecha 5 |
|         | Local       | Resultado | Visitante             |         | Estadio                   | Fecha       | Hora    |
| ------- | ----------- | --------- | --------------------- | ------- | ------------------------- | ----------- | ------- |
|         | Grupo Siete | 2 - 1     | Liga de Quito Amateur |         | Metropolitano Eloy Alfaro | 3 de agosto | 12:00   |
|         | Conaviro    | 0 - 1     | Unión                 |         | Ramón Unamuno             | 4 de agosto | 10:00   |

| Fecha 6 | Fecha 6               | Fecha 6   | Fecha 6     | Fecha 6 | Fecha 6           | Fecha 6      | Fecha 6   |
|         | Local                 | Resultado | Visitante   |         | Estadio           | Fecha        | Hora      |
| ------- | --------------------- | --------- | ----------- | ------- | ----------------- | ------------ | --------- |
|         | Unión                 | 1 - 0     | Grupo Siete |         | Rafael Vera Yépez | 10 de agosto | 12:00     |
|         | Liga de Quito Amateur | -         | Conaviro    |         | Cancelado         | Cancelado    | Cancelado |

### Grupo B

#### Clasificación
|  |    | Equipo                    | PJ | PG | PE | PP | GF | GC | DG  | PTS |
|  | -- | ------------------------- | -- | -- | -- | -- | -- | -- | --- | --- |
|  | 1. | Universidad San Francisco | 6  | 5  | 0  | 1  | 20 | 4  | +16 | 15  |
|  | 2. | Cumandá                   | 6  | 5  | 0  | 1  | 18 | 7  | +11 | 15  |
|  | 3. | Unión Española            | 6  | 2  | 0  | 4  | 16 | 13 | +3  | 6   |
|  | 4. | La Troncal Unida          | 6  | 0  | 0  | 6  | 1  | 31 | -30 | 0   |

|  | Clasificaron a la segunda etapa. |
|  | Descendió a la Serie B 2014.     |

##### Evolución de la clasificación
| Equipo / Fecha            | 01 | 02 | 03 | 04 | 05 | 06 |
| ------------------------- | -- | -- | -- | -- | -- | -- |
| Universidad San Francisco | 2  | 1  | 1  | 1  | 1  | 1  |
| Cumandá                   | 3  | 2  | 2  | 2  | 2  | 2  |
| Unión Española            | 1  | 3  | 3  | 3  | 3  | 3  |
| La Troncal Unida          | 4  | 4  | 4  | 4  | 4  | 4  |

#### Resultados
| Fecha 1 | Fecha 1                   | Fecha 1   | Fecha 1        | Fecha 1 | Fecha 1             | Fecha 1    | Fecha 1 |
|         | Local                     | Resultado | Visitante      |         | Estadio             | Fecha      | Hora    |
| ------- | ------------------------- | --------- | -------------- | ------- | ------------------- | ---------- | ------- |
|         | Universidad San Francisco | 3 - 0     | Cumandá        |         | Francisco Reinoso   | 6 de julio | 10:00   |
|         | La Troncal Unida          | 0 - 6     | Unión Española |         | Luis Armando Moreno | 6 de julio | 15:00   |

| Fecha 2 | Fecha 2        | Fecha 2   | Fecha 2                   | Fecha 2 | Fecha 2             | Fecha 2     | Fecha 2 |
|         | Local          | Resultado | Visitante                 |         | Estadio             | Fecha       | Hora    |
| ------- | -------------- | --------- | ------------------------- | ------- | ------------------- | ----------- | ------- |
|         | Cumandá        | 7 - 1     | La Troncal Unida          |         | Víctor Hugo Georgis | 13 de julio | 11:00   |
|         | Unión Española | 0 - 3     | Universidad San Francisco |         | Holcim Arena        | 13 de julio | 11:30   |

| Fecha 3 | Fecha 3          | Fecha 3   | Fecha 3                   | Fecha 3 | Fecha 3             | Fecha 3     | Fecha 3 |
|         | Local            | Resultado | Visitante                 |         | Estadio             | Fecha       | Hora    |
| ------- | ---------------- | --------- | ------------------------- | ------- | ------------------- | ----------- | ------- |
|         | Unión Española   | 1 - 3     | Cumandá                   |         | Holcim Arena        | 20 de julio | 12:00   |
|         | La Troncal Unida | 0 - 3     | Universidad San Francisco |         | Luis Armando Moreno | 21 de julio | 11:30   |

| Fecha 4 | Fecha 4                   | Fecha 4   | Fecha 4          | Fecha 4 | Fecha 4           | Fecha 4     | Fecha 4 |
|         | Local                     | Resultado | Visitante        |         | Estadio           | Fecha       | Hora    |
| ------- | ------------------------- | --------- | ---------------- | ------- | ----------------- | ----------- | ------- |
|         | Universidad San Francisco | 5 - 0     | La Troncal Unida |         | Francisco Reinoso | 27 de julio | 10:00   |
|         | Cumandá                   | 2 - 1     | Unión Española   |         | Aurelio Espinoza  | 27 de julio | 11:00   |

| Fecha 5 | Fecha 5                   | Fecha 5   | Fecha 5        | Fecha 5 | Fecha 5           | Fecha 5     | Fecha 5 |
|         | Local                     | Resultado | Visitante      |         | Estadio           | Fecha       | Hora    |
| ------- | ------------------------- | --------- | -------------- | ------- | ----------------- | ----------- | ------- |
|         | Universidad San Francisco | 5 - 2     | Unión Española |         | Francisco Reinoso | 3 de agosto | 10:00   |
|         | La Troncal Unida          | 0 - 4     | Cumandá        |         | La Puntilla       | 4 de agosto | 16:00   |

| Fecha 6 | Fecha 6        | Fecha 6   | Fecha 6                   | Fecha 6 | Fecha 6      | Fecha 6      | Fecha 6 |
|         | Local          | Resultado | Visitante                 |         | Estadio      | Fecha        | Hora    |
| ------- | -------------- | --------- | ------------------------- | ------- | ------------ | ------------ | ------- |
|         | Unión Española | 6 - 0     | La Troncal Unida          |         | Holcim Arena | 10 de agosto | 14:00   |
|         | Cumandá        | 2 - 1     | Universidad San Francisco |         | Fedelibap    | 11 de agosto | 16:00   |

### Grupo C

#### Clasificación
|  |    | Equipo           | PJ | PG | PE | PP | GF | GC | DG  | PTS |
|  | -- | ---------------- | -- | -- | -- | -- | -- | -- | --- | --- |
|  | 1. | Quito            | 6  | 4  | 1  | 1  | 26 | 6  | +20 | 13  |
|  | 2. | Siete de Febrero | 6  | 4  | 1  | 1  | 20 | 9  | +11 | 13  |
|  | 3. | Cruz del Sur     | 6  | 3  | 0  | 3  | 11 | 20 | -9  | 9   |
|  | 4. | Alianza          | 6  | 0  | 0  | 6  | 3  | 25 | -22 | 0   |

|  | Clasificaron a la segunda etapa. |
|  | Descendió a la Serie B 2014.     |

##### Evolución de la clasificación
| Equipo / Fecha   | 01 | 02 | 03 | 04 | 05 | 06 |
| ---------------- | -- | -- | -- | -- | -- | -- |
| Quito            | 1  | 2  | 3  | 3  | 1  | 1  |
| Siete de Febrero | 2  | 1  | 1  | 2  | 2  | 2  |
| Cruz del Sur     | 3  | 3  | 2  | 1  | 3  | 3  |
| Alianza          | 4  | 4  | 4  | 4  | 4  | 4  |

#### Resultados
| Fecha 1 | Fecha 1          | Fecha 1   | Fecha 1      | Fecha 1 | Fecha 1           | Fecha 1    | Fecha 1 |
|         | Local            | Resultado | Visitante    |         | Estadio           | Fecha      | Hora    |
| ------- | ---------------- | --------- | ------------ | ------- | ----------------- | ---------- | ------- |
|         | Quito            | 6 - 0     | Alianza      |         | Pomasqui          | 6 de julio | 11:00   |
|         | Siete de Febrero | 5 - 2     | Cruz del Sur |         | Rafael Vera Yépez | 7 de julio | 10:00   |

| Fecha 2 | Fecha 2      | Fecha 2   | Fecha 2          | Fecha 2 | Fecha 2       | Fecha 2     | Fecha 2 |
|         | Local        | Resultado | Visitante        |         | Estadio       | Fecha       | Hora    |
| ------- | ------------ | --------- | ---------------- | ------- | ------------- | ----------- | ------- |
|         | Alianza      | 1 - 7     | Siete de Febrero |         | Ramón Unamuno | 13 de julio | 11:00   |
|         | Cruz del Sur | 3 - 2     | Quito            |         | Napo          | 13 de julio | 14:00   |

| Fecha 3 | Fecha 3 | Fecha 3   | Fecha 3          | Fecha 3 | Fecha 3              | Fecha 3     | Fecha 3 |
|         | Local   | Resultado | Visitante        |         | Estadio              | Fecha       | Hora    |
| ------- | ------- | --------- | ---------------- | ------- | -------------------- | ----------- | ------- |
|         | Alianza | 0 - 4     | Cruz del Sur     |         | Ramón Unamuno        | 20 de julio | 11:00   |
|         | Quito   | 2 - 2     | Siete de Febrero |         | Casa de la Selección | 21 de julio | 12:00   |

| Fecha 4 | Fecha 4          | Fecha 4   | Fecha 4   | Fecha 4 | Fecha 4           | Fecha 4     | Fecha 4 |
|         | Local            | Resultado | Visitante |         | Estadio           | Fecha       | Hora    |
| ------- | ---------------- | --------- | --------- | ------- | ----------------- | ----------- | ------- |
|         | Cruz del Sur     | 2 - 1     | Alianza   |         | Aurelio Espinoza  | 27 de julio | 13:00   |
|         | Siete de Febrero | 1 - 3     | Quito     |         | Rafael Vera Yépez | 27 de julio | 16:00   |

| Fecha 5 | Fecha 5          | Fecha 5   | Fecha 5      | Fecha 5 | Fecha 5              | Fecha 5     | Fecha 5 |
|         | Local            | Resultado | Visitante    |         | Estadio              | Fecha       | Hora    |
| ------- | ---------------- | --------- | ------------ | ------- | -------------------- | ----------- | ------- |
|         | Siete de Febrero | 2 - 1     | Alianza      |         | Rafael Vera Yépez    | 3 de agosto | 11:00   |
|         | Quito            | 9 - 0     | Cruz del Sur |         | Casa de la Selección | 4 de agosto | 10:00   |

| Fecha 6 | Fecha 6      | Fecha 6   | Fecha 6          | Fecha 6 | Fecha 6           | Fecha 6      | Fecha 6 |
|         | Local        | Resultado | Visitante        |         | Estadio           | Fecha        | Hora    |
| ------- | ------------ | --------- | ---------------- | ------- | ----------------- | ------------ | ------- |
|         | Alianza      | 0 - 4     | Quito            |         | Rafael Vera Yépez | 10 de agosto | 11:00   |
|         | Cruz del Sur | 0 - 3     | Siete de Febrero |         | Leonardo Palacios | 10 de agosto | 14:00   |

### Grupo D

#### Clasificación
|  |    | Equipo           | PJ | PG | PE | PP | GF | GC | DG  | PTS |
|  | -- | ---------------- | -- | -- | -- | -- | -- | -- | --- | --- |
|  | 1. | Rocafuerte       | 6  | 6  | 0  | 0  | 50 | 5  | +45 | 18  |
|  | 2. | Espuce           | 6  | 4  | 0  | 2  | 31 | 7  | +24 | 12  |
|  | 3. | Las Palmas       | 6  | 1  | 1  | 4  | 9  | 34 | -25 | 4   |
|  | 4. | Nuevas Estrellas | 6  | 0  | 1  | 5  | 1  | 45 | -44 | 1   |

|  | Clasificaron a la segunda etapa. |
|  | Descendió a la Serie B 2014.     |

##### Evolución de la clasificación
| Equipo / Fecha   | 01 | 02 | 03 | 04 | 05 | 06 |
| ---------------- | -- | -- | -- | -- | -- | -- |
| Rocafuerte       | 1  | 1  | 1  | 1  | 1  | 1  |
| Espuce           | 4  | 2  | 2  | 2  | 2  | 2  |
| Las Palmas       | 2  | 3  | 3  | 3  | 3  | 3  |
| Nuevas Estrellas | 3  | 4  | 4  | 4  | 4  | 4  |

#### Resultados
| Fecha 1 | Fecha 1          | Fecha 1   | Fecha 1    | Fecha 1 | Fecha 1        | Fecha 1    | Fecha 1 |
|         | Local            | Resultado | Visitante  |         | Estadio        | Fecha      | Hora    |
| ------- | ---------------- | --------- | ---------- | ------- | -------------- | ---------- | ------- |
|         | Nuevas Estrellas | 1 - 1     | Las Palmas |         | Folke Anderson | 6 de julio | 11:00   |
|         | Rocafuerte       | 2 - 1     | Espuce     |         | Holcim Arena   | 7 de julio | 11:30   |

| Fecha 2 | Fecha 2    | Fecha 2   | Fecha 2          | Fecha 2 | Fecha 2           | Fecha 2     | Fecha 2 |
|         | Local      | Resultado | Visitante        |         | Estadio           | Fecha       | Hora    |
| ------- | ---------- | --------- | ---------------- | ------- | ----------------- | ----------- | ------- |
|         | Espuce     | 8 - 0     | Nuevas Estrellas |         | General Rumiñahui | 14 de julio | 10:00   |
|         | Las Palmas | 1 - 6     | Rocafuerte       |         | Obando y Pacheco  | 14 de julio | 13:00   |

| Fecha 3 | Fecha 3    | Fecha 3   | Fecha 3          | Fecha 3 | Fecha 3           | Fecha 3     | Fecha 3 |
|         | Local      | Resultado | Visitante        |         | Estadio           | Fecha       | Hora    |
| ------- | ---------- | --------- | ---------------- | ------- | ----------------- | ----------- | ------- |
|         | Rocafuerte | 16 - 0    | Nuevas Estrellas |         | Holcim Arena      | 20 de julio | 10:00   |
|         | Espuce     | 10 - 0    | Las Palmas       |         | General Rumiñahui | 21 de julio | 10:00   |

| Fecha 4 | Fecha 4          | Fecha 4   | Fecha 4    | Fecha 4 | Fecha 4                      | Fecha 4     | Fecha 4 |
|         | Local            | Resultado | Visitante  |         | Estadio                      | Fecha       | Hora    |
| ------- | ---------------- | --------- | ---------- | ------- | ---------------------------- | ----------- | ------- |
|         | Las Palmas       | 2 - 4     | Espuce     |         | Olímpico Cavanis             | 27 de julio | 11:00   |
|         | Nuevas Estrellas | 0 - 10    | Rocafuerte |         | Carlos Jorge Castillo Torres | 27 de julio | 12:00   |

| Fecha 5 | Fecha 5          | Fecha 5   | Fecha 5    | Fecha 5 | Fecha 5                      | Fecha 5     | Fecha 5 |
|         | Local            | Resultado | Visitante  |         | Estadio                      | Fecha       | Hora    |
| ------- | ---------------- | --------- | ---------- | ------- | ---------------------------- | ----------- | ------- |
|         | Rocafuerte       | 13 - 3    | Las Palmas |         | Holcim Arena                 | 3 de agosto | 10:00   |
|         | Nuevas Estrellas | 0 - 8     | Espuce     |         | Carlos Jorge Castillo Torres | 3 de agosto | 12:00   |

| Fecha 6 | Fecha 6    | Fecha 6   | Fecha 6          | Fecha 6 | Fecha 6           | Fecha 6      | Fecha 6 |
|         | Local      | Resultado | Visitante        |         | Estadio           | Fecha        | Hora    |
| ------- | ---------- | --------- | ---------------- | ------- | ----------------- | ------------ | ------- |
|         | Las Palmas | 2 - 0     | Nuevas Estrellas |         | Olímpico Cavanis  | 10 de agosto | 11:00   |
|         | Espuce     | 0 - 3     | Rocafuerte       |         | General Rumiñahui | 11 de agosto | 12:00   |

## Segunda etapa

### Grupo A

#### Clasificación
|  |    | Equipo                | PJ | PG | PE | PP | GF | GC | DG  | PTS |
|  | -- | --------------------- | -- | -- | -- | -- | -- | -- | --- | --- |
|  | 1. | Quito                 | 6  | 3  | 3  | 0  | 9  | 6  | +3  | 12  |
|  | 2. | Siete de Febrero      | 6  | 3  | 1  | 2  | 17 | 8  | +9  | 10  |
|  | 3. | Liga de Quito Amateur | 6  | 2  | 2  | 2  | 11 | 11 | 0   | 8   |
|  | 4. | Unión                 | 6  | 0  | 2  | 4  | 5  | 17 | -12 | 2   |

|  | Clasificaron a la tercera etapa. |

##### Evolución de la clasificación
| Equipo / Fecha        | 01 | 02 | 03 | 04 | 05 | 06 |
| --------------------- | -- | -- | -- | -- | -- | -- |
| Quito                 | 3  | 3  | 2  | 2  | 1  | 1  |
| Siete de Febrero      | 2  | 1  | 3  | 3  | 3  | 2  |
| Liga de Quito Amateur | 1  | 2  | 1  | 1  | 2  | 3  |
| Unión                 | 4  | 4  | 4  | 4  | 4  | 4  |

#### Resultados
| Fecha 1 | Fecha 1               | Fecha 1   | Fecha 1          | Fecha 1 | Fecha 1              | Fecha 1      | Fecha 1 |
|         | Local                 | Resultado | Visitante        |         | Estadio              | Fecha        | Hora    |
| ------- | --------------------- | --------- | ---------------- | ------- | -------------------- | ------------ | ------- |
|         | Unión                 | 1 - 1     | Quito            |         | Rafael Vera Yépez    | 17 de agosto | 14:00   |
|         | Liga de Quito Amateur | 3 - 3     | Siete de Febrero |         | Casa de la Selección | 18 de agosto | 10:00   |

| Fecha 2 | Fecha 2          | Fecha 2   | Fecha 2               | Fecha 2 | Fecha 2              | Fecha 2      | Fecha 2 |
|         | Local            | Resultado | Visitante             |         | Estadio              | Fecha        | Hora    |
| ------- | ---------------- | --------- | --------------------- | ------- | -------------------- | ------------ | ------- |
|         | Quito            | 1 - 1     | Liga de Quito Amateur |         | Casa de la Selección | 24 de agosto | 14:00   |
|         | Siete de Febrero | 4 - 1     | Unión                 |         | Simón Bolívar        | 24 de agosto | 16:00   |

| Fecha 3 | Fecha 3          | Fecha 3   | Fecha 3               | Fecha 3 | Fecha 3           | Fecha 3         | Fecha 3 |
|         | Local            | Resultado | Visitante             |         | Estadio           | Fecha           | Hora    |
| ------- | ---------------- | --------- | --------------------- | ------- | ----------------- | --------------- | ------- |
|         | Siete de Febrero | 2 - 3     | Quito                 |         | Puebloviejo       | 1 de septiembre | 11:00   |
|         | Unión            | 2 - 3     | Liga de Quito Amateur |         | Rafael Vera Yépez | 1 de septiembre | 12:00   |

| Fecha 4 | Fecha 4               | Fecha 4   | Fecha 4          | Fecha 4 | Fecha 4           | Fecha 4         | Fecha 4 |
|         | Local                 | Resultado | Visitante        |         | Estadio           | Fecha           | Hora    |
| ------- | --------------------- | --------- | ---------------- | ------- | ----------------- | --------------- | ------- |
|         | Liga de Quito Amateur | 3 - 0     | Unión            |         | General Rumiñahui | 7 de septiembre | 14:00   |
|         | Quito                 | 1 - 0     | Siete de Febrero |         | General Rumiñahui | 8 de septiembre | 12:00   |

| Fecha 5 | Fecha 5               | Fecha 5   | Fecha 5          | Fecha 5 | Fecha 5              | Fecha 5          | Fecha 5 |
|         | Local                 | Resultado | Visitante        |         | Estadio              | Fecha            | Hora    |
| ------- | --------------------- | --------- | ---------------- | ------- | -------------------- | ---------------- | ------- |
|         | Unión                 | 0 - 5     | Siete de Febrero |         | Rafael Vera Yépez    | 14 de septiembre | 11:00   |
|         | Liga de Quito Amateur | 1 - 2     | Quito            |         | Casa de la Selección | 15 de septiembre | 10:00   |

| Fecha 6 | Fecha 6          | Fecha 6   | Fecha 6               | Fecha 6 | Fecha 6              | Fecha 6          | Fecha 6 |
|         | Local            | Resultado | Visitante             |         | Estadio              | Fecha            | Hora    |
| ------- | ---------------- | --------- | --------------------- | ------- | -------------------- | ---------------- | ------- |
|         | Siete de Febrero | 3 - 0     | Liga de Quito Amateur |         | Rafael Vera Yépez    | 21 de septiembre | 11:00   |
|         | Quito            | 1 - 1     | Unión                 |         | Casa de la Selección | 22 de septiembre | 10:00   |

### Grupo B

#### Clasificación
|  |    | Equipo                    | PJ | PG | PE | PP | GF | GC | DG  | PTS |
|  | -- | ------------------------- | -- | -- | -- | -- | -- | -- | --- | --- |
|  | 1. | Rocafuerte                | 6  | 5  | 0  | 1  | 23 | 8  | +15 | 15  |
|  | 2. | Espuce                    | 6  | 4  | 1  | 1  | 16 | 6  | +10 | 13  |
|  | 3. | Cumandá                   | 6  | 1  | 2  | 3  | 6  | 21 | -15 | 5   |
|  | 4. | Universidad San Francisco | 6  | 0  | 1  | 5  | 4  | 14 | -10 | 1   |

|  | Clasificaron a la tercera etapa. |

##### Evolución de la clasificación
| Equipo / Fecha            | 01 | 02 | 03 | 04 | 05 | 06 |
| ------------------------- | -- | -- | -- | -- | -- | -- |
| Rocafuerte                | 4  | 3  | 2  | 2  | 2  | 1  |
| Espuce                    | 1  | 1  | 1  | 1  | 1  | 2  |
| Cumandá                   | 2  | 2  | 3  | 3  | 3  | 3  |
| Universidad San Francisco | 3  | 4  | 4  | 4  | 4  | 4  |

#### Resultados
| Fecha 1 | Fecha 1                   | Fecha 1   | Fecha 1    | Fecha 1 | Fecha 1           | Fecha 1      | Fecha 1 |
|         | Local                     | Resultado | Visitante  |         | Estadio           | Fecha        | Hora    |
| ------- | ------------------------- | --------- | ---------- | ------- | ----------------- | ------------ | ------- |
|         | Universidad San Francisco | 0 - 1     | Cumandá    |         | Francisco Reinoso | 17 de agosto | 12:00   |
|         | Espuce                    | 3 - 1     | Rocafuerte |         | General Rumiñahui | 18 de agosto | 10:00   |

| Fecha 2 | Fecha 2                   | Fecha 2   | Fecha 2    | Fecha 2 | Fecha 2           | Fecha 2      | Fecha 2 |
|         | Local                     | Resultado | Visitante  |         | Estadio           | Fecha        | Hora    |
| ------- | ------------------------- | --------- | ---------- | ------- | ----------------- | ------------ | ------- |
|         | Universidad San Francisco | 1 - 3     | Rocafuerte |         | Francisco Reinoso | 24 de agosto | 11:30   |
|         | Cumandá                   | 1 - 1     | Espuce     |         | Fedelibap         | 25 de agosto | 16:00   |

| Fecha 3 | Fecha 3    | Fecha 3   | Fecha 3                   | Fecha 3 | Fecha 3           | Fecha 3         | Fecha 3 |
|         | Local      | Resultado | Visitante                 |         | Estadio           | Fecha           | Hora    |
| ------- | ---------- | --------- | ------------------------- | ------- | ----------------- | --------------- | ------- |
|         | Rocafuerte | 8 - 2     | Cumandá                   |         | Holcim Arena      | 1 de septiembre | 10:00   |
|         | Espuce     | 3 - 1     | Universidad San Francisco |         | General Rumiñahui | 1 de septiembre | 12:00   |

| Fecha 4 | Fecha 4                   | Fecha 4   | Fecha 4    | Fecha 4 | Fecha 4           | Fecha 4         | Fecha 4 |
|         | Local                     | Resultado | Visitante  |         | Estadio           | Fecha           | Hora    |
| ------- | ------------------------- | --------- | ---------- | ------- | ----------------- | --------------- | ------- |
|         | Universidad San Francisco | 0 - 3     | Espuce     |         | Francisco Reinoso | 7 de septiembre | 11:30   |
|         | Cumandá                   | 0 - 6     | Rocafuerte |         | Fedelibap         | 8 de septiembre | 08:30   |

| Fecha 5 | Fecha 5    | Fecha 5   | Fecha 5                   | Fecha 5 | Fecha 5           | Fecha 5          | Fecha 5 |
|         | Local      | Resultado | Visitante                 |         | Estadio           | Fecha            | Hora    |
| ------- | ---------- | --------- | ------------------------- | ------- | ----------------- | ---------------- | ------- |
|         | Rocafuerte | 3 - 1     | Universidad San Francisco |         | Holcim Arena      | 14 de septiembre | 10:00   |
|         | Espuce     | 5 - 1     | Cumandá                   |         | General Rumiñahui | 15 de septiembre | 14:00   |

| Fecha 6 | Fecha 6    | Fecha 6   | Fecha 6                   | Fecha 6 | Fecha 6      | Fecha 6          | Fecha 6 |
|         | Local      | Resultado | Visitante                 |         | Estadio      | Fecha            | Hora    |
| ------- | ---------- | --------- | ------------------------- | ------- | ------------ | ---------------- | ------- |
|         | Cumandá    | 1 - 1     | Universidad San Francisco |         | Fedelibap    | 21 de septiembre | 10:00   |
|         | Rocafuerte | 2 - 1     | Espuce                    |         | Holcim Arena | 21 de septiembre | 10:00   |

## Tercera etapa

### Clasificación
|  |    | Equipo           | PJ | PG | PE | PP | GF | GC | DG | PTS |
|  | -- | ---------------- | -- | -- | -- | -- | -- | -- | -- | --- |
|  | 1. | Rocafuerte       | 3  | 3  | 0  | 0  | 11 | 4  | +7 | 9   |
|  | 2. | Quito            | 3  | 2  | 0  | 1  | 4  | 3  | +1 | 6   |
|  | 3. | Espuce           | 3  | 1  | 0  | 2  | 7  | 10 | -3 | 3   |
|  | 4. | Siete de Febrero | 3  | 0  | 0  | 3  | 6  | 11 | -5 | 0   |

|  | Campeón del torneo y clasificó a la Copa Libertadores Femenina 2013. |

#### Evolución de la clasificación
| Equipo / Fecha   | 01 | 02 | 03 |
| ---------------- | -- | -- | -- |
| Rocafuerte       | 1  | 1  | 1  |
| Quito            | 2  | 2  | 2  |
| Espuce           | 4  | 4  | 3  |
| Siete de Febrero | 3  | 3  | 4  |

### Resultados
| Fecha 1 | Fecha 1          | Fecha 1   | Fecha 1   | Fecha 1 | Fecha 1           | Fecha 1          | Fecha 1 |
|         | Local            | Resultado | Visitante |         | Estadio           | Fecha            | Hora    |
| ------- | ---------------- | --------- | --------- | ------- | ----------------- | ---------------- | ------- |
|         | Siete de Febrero | 1 - 2     | Quito     |         | General Rumiñahui | 23 de septiembre | 18:00   |
|         | Rocafuerte       | 5 - 2     | Espuce    |         | General Rumiñahui | 23 de septiembre | 20:00   |

| Fecha 2 | Fecha 2    | Fecha 2   | Fecha 2          | Fecha 2 | Fecha 2           | Fecha 2          | Fecha 2 |
|         | Local      | Resultado | Visitante        |         | Estadio           | Fecha            | Hora    |
| ------- | ---------- | --------- | ---------------- | ------- | ----------------- | ---------------- | ------- |
|         | Rocafuerte | 5 - 2     | Siete de Febrero |         | General Rumiñahui | 25 de septiembre | 18:00   |
|         | Espuce     | 1 - 2     | Quito            |         | General Rumiñahui | 25 de septiembre | 20:00   |

| Fecha 3 | Fecha 3    | Fecha 3   | Fecha 3          | Fecha 3 | Fecha 3            | Fecha 3          | Fecha 3 |
|         | Local      | Resultado | Visitante        |         | Estadio            | Fecha            | Hora    |
| ------- | ---------- | --------- | ---------------- | ------- | ------------------ | ---------------- | ------- |
|         | Espuce     | 4 - 3     | Siete de Febrero |         | Olímpico Atahualpa | 27 de septiembre | 09:00   |
|         | Rocafuerte | 1 - 0     | Quito            |         | Olímpico Atahualpa | 27 de septiembre | 12:00   |

|                                           |
| Rocafuerte Fútbol Club Campeón 1.° Título |

## Estadísticas

### Máximas goleadoras
|    | Jugador            | Equipo     |    |
| -- | ------------------ | ---------- | -- |
| 1. | Giannina Lattanzio | Rocafuerte | 12 |